# Темне море
Темне море (порт. Mar Negro) — бразильський фільм жахів 2013 року режисера Родріго Арагао. Прем'єра фільму відбулася на Festival de Vitória 28 жовтня 2013 року.

## Сюжет
Чорна пляма припливає до берегів маленького села в Бразилії, приносячи невідому хворобу, яка перетворює морських тварин на хижих вбивць.